# Juan Ramón Represa Fernández
Juan Ramón Represa Fernández, né le 6 novembre 1951, est un homme politique espagnol membre du Parti populaire (PP).

## Biographie

### Vie privée
Il est marié et père d'une fille et un fils.

### Profession
Il est avocat.

### Activités politiques
Il est adjoint au maire de Navafría de 1991 à 1995. De 2003 à 2011, il est député aux Cortes de Castille-et-León.
Le 20 novembre 2011, il est élu sénateur pour Ségovie au Sénat et réélu en 2015 et 2016.